# Công Đảng Úc
Công Đảng Úc (tiếng Anh: Australian Labor Party) còn gọi là Đảng Lao động Úc, là một đảng chính trị lớn của nước Úc. Cùng với Liên đảng Tự do/Quốc gia, đây là một trong hai chính đảng lớn nhất tại hai cấp liên bang và tiểu bang trên toàn nước Úc.
Thành lập năm 1891 và lớn mạnh trong phong trào nghiệp đoàn và giới công nhân lao động thời thuộc địa, đường lối và chính sách của Công Đảng chịu ảnh hưởng từ các phong trào lao động; đồng thời, đại diện các nghiệp đoàn vẫn có chân trong cơ cấu chiến lược của đảng ở các cấp. Công Đảng tự nhận mình theo khuynh hướng chủ nghĩa xã hội dân chủ và đấu tranh ủng hộ cho các tầng lớp lao động chống lại áp bức, bóc lột. Tuy nhiên, trong những năm gần đây đảng đang chịu nhiều áp lực từ quá trình đấu tranh chính trị nội bộ giữa hai nhóm tả và hữu khuynh trong đảng, và lời kêu gọi mở rộng để vượt ra khỏi vai trò và ảnh hưởng của các nghiệp đoàn.
Công Đảng còn là đảng chính trị lâu đời nhất trong chính trường liên bang Úc, liên tục tranh cử cho các ghế của Quốc hội Úc từ cuộc bầu cử đầu tiên sau ngày thành lập Liên bang Úc năm 1901. Thất bại trong cuộc bầu cử năm 2013, đảng bị đẩy về thế đối lập trong Quốc hội và chính phủ liên bang. Dưới quyền lãnh đạo của Bill Shorten, Công Đảng đã gia tăng số phiếu đảng kể tại cuộc tổng tuyển cử năm 2016, và giành ít nhất 69 ghế trong Quốc hội.
Nhiều chính phủ các tiểu bang cũng do đảng này nắm giữ.

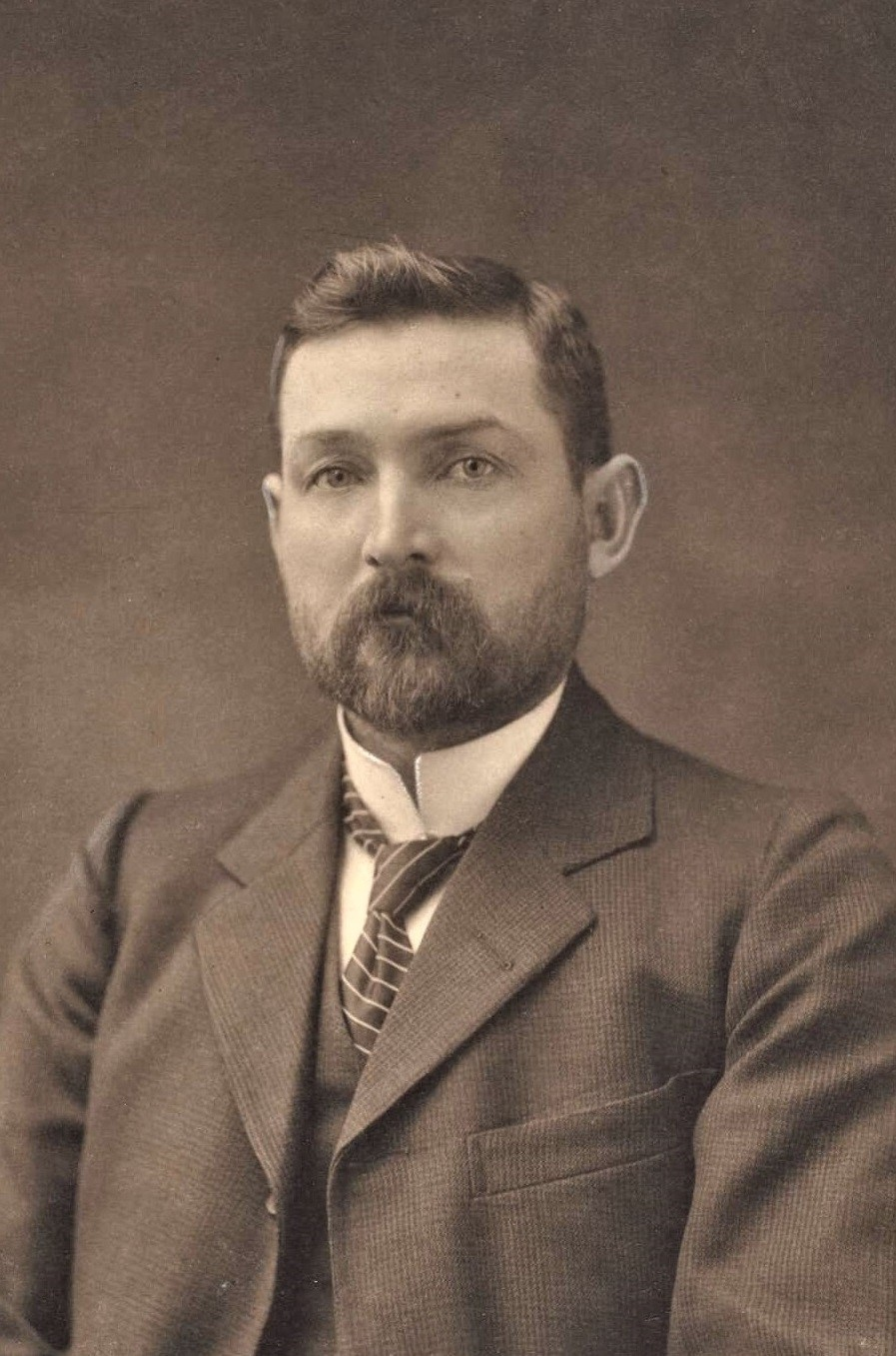
Chris Watson
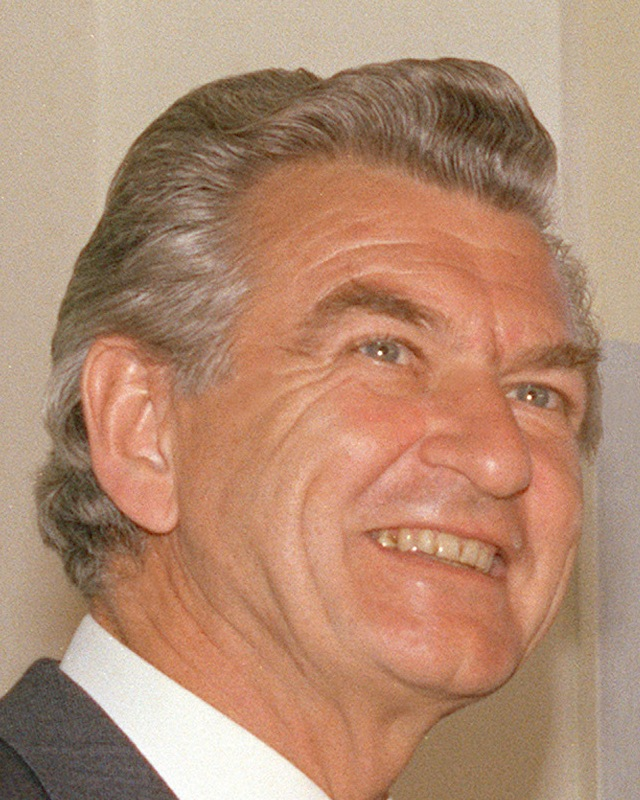
Bob Hawke
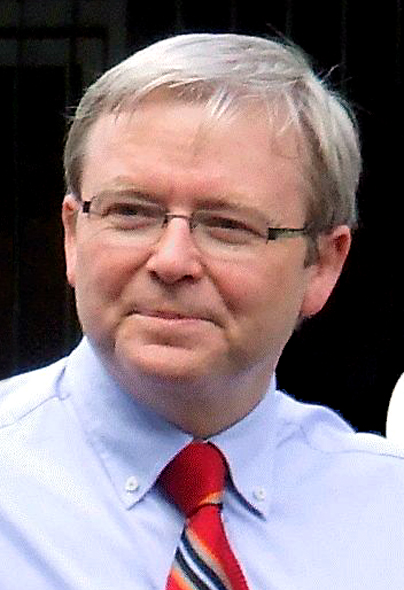
Kevin Rudd

## Tên gọi
Tuy là một đảng chính trị Úc, tên chính thức của đảng này trong tiếng Anh viết chữ Labor bằng lối Mỹ thay vì lối Úc (Labour). Năm 1908 tên tiếng Anh của Đảng là Australian Labour Party. Đến năm 1912 đảng đổi tên thành Australian Labor Party theo đề nghị của King O'Malley một thành viên Đảng, lúc bấy giờ có ảnh hưởng từ phong trào lao động Mỹ.
Trong các tài liệu tiếng Việt tại Việt Nam, danh xưng Đảng được ghi là Công Đảng. Trong khi đó, các tài liệu tiếng Việt ở nước ngoài lại dùng nhiều từ đảng Lao động.

## Cấu trúc tổ chức

### Ban Chấp hành Toàn quốc và Ban Thư ký
Ban Chấp hành Toàn quốc là cơ quan lãnh đạo cao nhất của Đảng chỉ sau Hội nghị Toàn quốc Đảng Lao động. Cơ quan này có nhiệm vụ tổ chức Hội nghị đảng diễn ra 3 năm một lần, thực hiện các chủ trương, nghị quyết của Hội nghị; giải thích Điều lệ đảng, Cương lĩnh của đảng và các nghị quyết của Hội nghị toàn quốc; và điều chuyển nhân sự ở liên bang.
Đảng Lao động tổ chức Hội nghị đại biểu toàn quốc 3 năm một lần. Đại biểu tham dự hội nghị được chọn và đề cử từ cấp cơ sở đảng ở các tiểu bang, lãnh thổ và từ các nghiệp đoàn lớn nhỏ. Hội nghị là cơ quan duy nhất có quyền ban hành và sửa đổi Cương lĩnh chính trị, bầu ra Ban chấp hành Toàn quốc và Ban thư ký Toàn quốc. Thư ký Toàn quốc của đảng hiện nay là George Wright. Đại hội đảng gần đây nhất là Đại hội lần thứ 47, diễn ra từ ngày 24 đến 26 tháng 7 năm 2015.
Thư ký Toàn quốc không chỉ là người đứng đầu, giữ vai trò điều hành Văn phòng trung ương mà còn là chỉ huy chính trong các chiến dịch tranh cử cấp liên bang và địa phương của đảng Lao động. Thư ký Toàn quốc là lãnh đạo Ban Thư ký, cơ quan đóng vai trò làm cơ quan thi hành của Ban Chấp hành toàn quốc đối với các công việc của trung ương đảng và các cơ sở trực thuộc.

## Danh sách lãnh đạo Đảng

### Lãnh tụ
| Tên              | Chân dung | Thời gian   | Thủ tướng                           |
| ---------------- | --------- | ----------- | ----------------------------------- |
| Anthony Albanese |           | 2019 – nay  |                                     |
| Bill Shorten     |           | 2013 – 2019 |                                     |
| Kevin Rudd       |           | 2013        | 2013                                |
| Julia Gillard    |           | 2010 - 2013 | 2010 - 2013                         |
| Kevin Rudd       |           | 2006 – 2010 | 2007 - 2010                         |
| Kim Beazley      |           | 2005 – 2006 |                                     |
| Mark Latham      |           | 2003 – 2005 |                                     |
| Simon Crean      |           | 2001 – 2003 |                                     |
| Kim Beazley      |           | 1996 – 2001 |                                     |
| Paul Keating     |           | 1991 – 1996 | 1991 – 1996                         |
| Bob Hawke        |           | 1983 – 1991 | 1983 – 1991                         |
| Bill Hayden      |           | 1977 – 1983 |                                     |
| Gough Whitlam    |           | 1967 – 1977 | 1972 – 1975                         |
| Arthur Calwell   |           | 1960 – 1967 |                                     |
| H.V. Evatt       |           | 1951 – 1960 |                                     |
| Ben Chifley      |           | 1945 – 1951 | 1945 – 1949                         |
| Frank Forde      |           | 1945        | 1945, tạm thời                      |
| John Curtin      |           | 1935 – 1945 | 1941 – 1945                         |
| James Scullin    |           | 1928 – 1935 | 1929 – 1932                         |
| Matthew Charlton |           | 1922 – 1928 |                                     |
| Frank Tudor      |           | 1916 – 1922 |                                     |
| Billy Hughes     |           | 1915 – 1916 | 1915–23                             |
| Andrew Fisher    |           | 1907 – 1915 | 1908 – 1909 1910 – 1913 1914 – 1915 |
| Chris Watson     |           | 1901 – 1907 | 1904                                |

### Phó Lãnh tụ
| Tên              | Chân dung                  | Thời gian làm việc                          | Lãnh tụ                             |
| ---------------- | -------------------------- | ------------------------------------------- | ----------------------------------- |
| Richard Marles   |                            | 30 tháng 5 năm 2019 – nay                   | Anthony Albanese                    |
| Tanya Plibersek  |                            | 14 tháng 10 năm 2013 – 30 tháng 5 năm 2019  | Bill Shorten                        |
| Anthony Albanese |                            | 26 tháng 6 năm 2013 – 13 tháng 10 năm 2013  | Kevin Rudd                          |
| Wayne Swan       |                            | 24 tháng 6 năm 2010 – 26 tháng 6 năm 2013   | Julia Gillard                       |
| Julia Gillard    |                            | 4 tháng 12 năm 2006 – 24 tháng 6 năm 2010   | Kevin Rudd                          |
| Jenny Macklin    |                            | 22 tháng 11 năm 2001 – 4 tháng 12 năm 2006  | Kim Beazley Mark Latham Simon Crean |
| Simon Crean      |                            | 19 tháng 10 năm 1998 – 22 tháng 11 năm 2001 | Kim Beazley                         |
| Gareth Evans     |                            | 10 tháng 3 năm 1996 – 19 tháng 10 năm 1998  | Kim Beazley                         |
| Kim Beazley      |                            | 20 tháng 6 năm 1995 – 10 tháng 3 năm 1996   | Paul Keating                        |
| Brian Howe       |                            | 3 tháng 6 năm 1991 – 20 tháng 6 năm 1995    | Paul Keating                        |
| Paul Keating     |                            | 4 tháng 4 năm 1990 – 3 tháng 6 năm 1991     | Bob Hawke                           |
| Lionel Bowen     |                            | 22 tháng 12 năm 1977 – 4 tháng 4 năm 1990   | Bob Hawke Bill Hayden               |
| Tom Uren         |                            | 22 tháng 12 năm 1975 – 22 tháng 12 năm 1977 | Gough Whitlam                       |
| Frank Crean      |                            | 2 tháng 7 – 22 tháng 12 năm 1975            | Gough Whitlam                       |
| Jim Cairns       |                            | 12 tháng 6 năm 1974 – 2 tháng 7 năm 1975    | Gough Whitlam                       |
| Lance Barnard    |                            | 9 tháng 2 năm 1967 – 12 tháng 6 năm 1974    | Gough Whitlam                       |
| Gough Whitlam    |                            | 7 tháng 3 năm 1960 – 9 tháng 2 năm 1967     | Arthur Calwell                      |
| Arthur Calwell   |                            | 20 tháng 6 năm 1951 – 7 tháng 3 năm 1960    | H. V. Evatt                         |
| H. V. Evatt      |                            | 31 tháng 10 năm 1946 – 20 tháng 6 năm 1951  | Ben Chifley                         |
| Frank Forde      |                            | 16 tháng 2 năm 1932 – 28 tháng 9 năm 1946   | Ben Chifley John Curtin             |
| Ted Theodore     |                            | 5 tháng 2 năm 1929 – 19 tháng 12 năm 1931   | James Scullin                       |
| Arthur Blakeley  |                            | 26 tháng 4 năm 1928 – 5 tháng 2 năm 1929    | James Scullin                       |
| James Scullin    |                            | 17 tháng 3 năm 1927 – 29 tháng 3 năm 1928   | Matthew Charlton                    |
| Albert Gardiner  |                            | 14 tháng 11 năm 1916 – 30 tháng 6 năm 1926  | Matthew Charlton Frank Tudor        |
| George Pearce    |                            | 27 tháng 10 năm 1915 – 14 tháng 11 năm 1916 | Billy Hughes                        |
| Billy Hughes     |                            | 18 tháng 9 năm 1914 – 27 tháng 10 năm 1915  | Andrew Fisher                       |
| Gregor McGregor  |                            | 20 tháng 5 năm 1901 – 30 tháng 7 năm 1914   | Andrew Fisher                       |
| Gregor McGregor  | Andrew Fisher Chris Watson | 20 tháng 5 năm 1901 – 30 tháng 7 năm 1914   |                                     |

### Lãnh tụ Thượng viện
| Tên             | Chân dung | Nhiệm kỳ làm việc                          | Lãnh tụ                                          |
| --------------- | --------- | ------------------------------------------ | ------------------------------------------------ |
| Penny Wong      |           | 26 tháng 6 năm 2013 – nay                  | Anthony Albanese Bill Shorten Kevin Rudd         |
| Stephen Conroy  |           | 4 tháng 2 – 26 tháng 6 năm 2013            | Julia Gillard                                    |
| Chris Evans     |           | 22 tháng 10 năm 2004 – 4 tháng 2 năm 2013  | Julia Gillard Kevin Rudd Kim Beazley Mark Latham |
| John Faulkner   |           | 19 tháng 3 năm 1996 – 22 tháng 10 năm 2004 | Mark Latham Simon Crean Kim Beazley              |
| Gareth Evans    |           | 24 tháng 3 năm 1993 – 6 tháng 2 năm 1996   | Paul Keating                                     |
| John Button     |           | 7 tháng 11 năm 1980 – 24 tháng 3 năm 1993  | Paul Keating Bob Hawke Bill Hayden               |
| Ken Wriedt      |           | 10 tháng 2 năm 1975 – 25 tháng 9 năm 1980  | Bill Hayden Gough Whitlam                        |
| Lionel Murphy   |           | 8 tháng 2 năm 1967 – 9 tháng 2 năm 1975    | Gough Whitlam                                    |
| Don Willesee    |           | 17 tháng 8 năm 1966 – 8 tháng 2 năm 1967   | Arthur Calwell                                   |
| Nick McKenna    |           | 11 tháng 6 năm 1951 – 17 tháng 8 năm 1966  | Arthur Calwell H. V. Evatt Ben Chifley           |
| Bill Ashley     |           | 17 tháng 6 năm 1946 – 11 tháng 6 năm 1951  | Ben Chifley                                      |
| Richard Keane   |           | 20 tháng 9 năm 1943 – 26 tháng 4 năm 1946  | Ben Chifley John Curtin                          |
| Joe Collings    |           | 30 tháng 6 năm 1935 – 20 tháng 9 năm 1943  | John Curtin James Scullin                        |
| John Barnes     |           | 3 tháng 3 năm 1931 – 30 tháng 6 năm 1935   | James Scullin                                    |
| John Daly       |           | 25 tháng 6 năm 1929 – 3 tháng 3 năm 1931   | James Scullin                                    |
| Ted Needham     |           | 9 tháng 7 năm 1926 – 25 tháng 6 năm 1929   | James Scullin Matthew Charlton                   |
| Albert Gardiner |           | 14 tháng 11 năm 1916 – 30 tháng 6 năm 1926 | Matthew Charlton Frank Tudor                     |
| George Pearce   |           | 17 tháng 9 năm 1914 – 14 tháng 11 năm 1916 | Billy Hughes Andrew Fisher                       |
| Gregor McGregor |           | 20 tháng 5 năm 1901 – 30 tháng 7 năm 1914  | Andrew Fisher Chris Watson                       |